# Шацили (Сокульський повіт)
Шацили (пол. Szaciły) — село в Польщі, у гміні Кринки Сокульського повіту Підляського воєводства.
Населення — 24 особи (2011).
У 1975-1998 роках село належало до Білостоцького воєводства.

## Демографія
Демографічна структура станом на 31 березня 2011 року:
|          | Загалом | Допрацездатний вік | Працездатний вік | Постпрацездатний вік |
| -------- | ------- | ------------------ | ---------------- | -------------------- |
| Чоловіки | 13      | 4                  | 7                | 2                    |
| Жінки    | 11      | 2                  | 5                | 4                    |
| Разом    | 24      | 6                  | 12               | 6                    |